# Dobroslav Foll
Dobroslav Foll (15. července 1922 Svítkov (Pardubice) – 28. července 1981 Praha) byl český grafik, malíř, ilustrátor a karikaturista. Patřil k zakládajícím členům umělecké skupiny Radar.

## Životopis

### Mládí a počátky tvorby
Dobroslav Foll se narodil 15. července 1922 ve Svítkově (Pardubice). Vyrůstal poblíž letiště, které v něm vzbudilo zájem o letectví a techniku. Po obecné škole studoval státní reálku v Pardubicích, kterou ukončil v roce 1942. Ve stejném roce začal studovat na Státní grafické škole v Praze. V roce 1943, po jednom roce studia, byl totálně nasazen v Německu. Po skončení války pokračoval ve studiu v ateliéru užité malby, grafiky a ilustrace Josefa Nováka na Vysoké škole uměleckoprůmyslové. Absolvoval v roce 1949 společnou prací se spolužákem Teodorem Rotreklem. Z jejich spolupráce vznikla putovní propagační výstava Od dvouletky k pětiletce, kterou později zakoupilo Ministerstvo kultury.
Po studiích začal pracovat ve Státním nakladatelství dětské knihy. Jeho dramaturgická práce ovlivnila vývoj žánru dětské literatury a pomohla vzniku nových formátů pro děti. Edice Knížky pro chytré děti patřila ve své době mezi zásadní počiny. Ve Follových ilustracích se projevil zájem o auta, letadla, rakety i hvězdolety. Ilustroval knihy pro děti od dobrodružných námětů po historické. Pracoval na  populárně naučných i vědeckofantastických titulech. Spolu s Ondřejem Sekorou vytvořili výtvarný profil nakladatelství. Po třech letech, v roce 1952, odešel do Státního pedagogického nakladatelství. V roce 1953 začal pracovat v redakci nakladatelství Svět Sovětů.
V roce 1959 se stal členem Svazu československých výtvarných umělců (SČSVU) a umělecké komise Ústřední půjčovny filmů.
Oženil se v roce 1948. Syn Jan, narozený v roce 1951, se stal televizním dramaturgem a kritikem.

### Umělecký vývoj
Dobroslav Foll patřil mezi všestranné umělce. Jeho tvorba zahrnovala kresbu, interiérové a exteriérové realizace, věnoval se tvorbě monumentálních obrazů, ale i hudbě. Od roku 1955 zvolil tvorbu ve svobodném povolání.
Během studií maloval krajinu, z roku 1943 je znám obraz Krajina. V jeho malířské tvorbě se objevovalo téma prostředí továren nebo provoz na letišti a letadla. Tyto práce vystavil v roce 1959 na výstavě s bývalými spolužáky z VŠUP Teodorem Rotreklem, Františkem Skálou a Zdeňkem Mlčochem, kterou realizovali v pražské Galerii Československý spisovatel. Svojí tvorbou se skupina zařadila mezi umírněné modernisty.
V roce 1960 se Foll stal zakládajícím členem umělecké skupiny Radar, jejíž členové většinou hledali výtvarný projev, který by navazoval na předválečný modernismus. Umělci se často scházeli a podnikali společné „pracovní cesty“. Do katalogu první skupinové výstavy přispěl Dobroslav Foll karikaturami. V létě roku 1963 se na výstavě skupiny Radar ve Východočeské galerii v Pardubicích prezentoval litografií Hvězdolet (1963). Na stejné téma vytvořil několik variant litografií a také obraz, který je součástí sbírky Oblastní galerie Vysočiny v Jihlavě. Podle odborné veřejnosti dospěl k přesvědčivému výrazu zobrazování vesmírných námětů jako byla olejomalba Stav beztíže nebo obraz Rychlost z roku 1963. V průběhu šedesátých let zobrazoval také členy Radaru, namaloval Františka Hudečka nebo Františka Skálu a další. Vznikla také malba s názvem Radar (1967), kde zobrazil zakládající členy Radaru v karikovaných postojích.

### Malířská tvorba
Větší množství maleb se zachovalo od roku 1956. Zásadní inspirací pro něho bylo letectví a v padesátých letech dvacátého století také nastupující kosmonautika. Tato tematika se odrazila v obrazech jako například Černá vrtule (1957), Montáž na letounu (1958), Start 12,30 (1957) nebo Letiště. Inspirován světovým pop-artem dospěl k zajímavému pohledu na řešení nejen technického světa. Vytvořil několik námětových okruhů zobrazení stavu beztíže. Věnoval se také figurativní kompozici, kde mu byl inspirací styl pop-artu Jaspera Johnse. Zobrazoval členy rodiny a blízké přátele (V pracovně, 1964; Jindřiška v kuchyni, 1967; Autoportrét, 1967; Hudebník, 1967; Elektronika, 1968 nebo Portrét malíře F. H.,1968).
V druhé polovině šedesátých let se věnoval figurální malbě a také geometrické abstrakci. K zajímavým z oblasti abstrakce patří obraz Amerika (1965), na který umělec navázal několika různě vytvořenými litografiemi. Častěji však používal geometrické tvary jen jako pozadí pro portréty, například na obrazu Portrét syna (1967). K opuštění geometrické abstrakce v jeho další tvorbě přispěla nejen jeho povaha vypravěče a milovníka humoru. Také události srpna 1968 přispěly k jeho výtvarnému vyjadřování formou figurální kompozice, která byla z jeho pohledu srozumitelnější. Za vrchol tvorby tohoto období je možno považovat malbu Agrese z roku 1971, kde autor reagoval na příchod sovětských vojsk v srpnu 1968. Obraz vlastní ve svých sbírkách Východočeská galerie v Pardubicích.
Se změnou politického klimatu, která Dobroslava Folla velmi zasáhla, se proměnil jeho výtvarný projev. Radikálně změnil výtvarné vyjadřování a počátkem sedmdesátých let v jeho tvorbě převládl hyperrealismus. Ve svých dílech se snažil apelovat na společenskou morálku. Vytvořil cyklus  veristických maleb Cesta ke svobodě, kde hlavním tématem byla červeno-modro-bílá kokarda jako pop-artový prvek, ale i symbol české státnosti, v různém stavu poničení.

### Užitá tvorba
Již v padesátých letech dvacátého století se Dobroslav Foll zařadil mezi tvůrce knižní grafiky, ilustrace a kresleného humoru. V té době se začala postupně měnit obrazová složka populárně-naučných publikací. Model didaktického znázorňování objektivní reality se změnil na méně popisný přístup s prvky humoru, což bylo do té doby nemyslitelné. Jako příklad lze použít encyklopedii Vyprávění o ruských vynálezcích a objevitelích, kterou vydalo v roce 1954 nakladatelství Svět Sovětů. Ilustrace měly být původně shodné se sovětským originálem. Nízká kvalita některých reprodukcí umožnila vytvoření obrazové části Follovi, který však musel dodržet původní   styl. Větší volnost již měl při ilustrování knihy Petra Kovala Petr, já a atomy, která vysvětlovala dětem základní principy fungování atomů, molekul  a nakonec i jaderné energetiky. Poprvé zde autor použil humorné prvky. V prvním vydání z roku 1955 zůstávají ilustrace ještě poplatné dobovým požadavkům, ale již je zřejmý pozvolný posun od zaběhnutého modelu. Foll ilustroval i další vydání této publikace a přizpůsoboval je i s obálkou knihy tak, aby odpovídaly době svého vzniku.
V roce 1958 ilustroval knihu Josefa Honse Zelená, Nasedat!, která představovala dětem základy a vývoj dopravních prostředků. V tomto díle je již zřejmý jeden ze základních rysů jeho tvorby pro děti – laskavý a nekomplikovaný humor. Jak již bylo uvedeno podílel se na edici Knížek pro chytré děti. První a čtvrtou řadu edice sám ilustroval. Díky komplexnímu přístupu a typografické úpravě lze tituly z této edice přirovnat po formální stránce například k některým publikacím českého nakladatelství Baobab, které vzniklo na začátku jednadvacátého století. Sám Foll napsal několik knížek pro nejmenší čtenáře. Kniha Jak se co řídí (1966) je přehlídkou dopravních prostředků, od dětských kočárků až po kosmické rakety.
Jako člen výtvarných komisí Ústřední půjčovny filmů navrhl desítky filmových plakátů. Zabýval se návrhy k plakátům  vědeckofantastických nebo dobrodružných filmů. Lze jmenovat plakáty k filmům Velké závody (režie B. Edwards, 1967); Štvanice (režie A. Penn, 1969); Past na generála (režie M. Stamenkovič, 1972); Záhada souhvězdí Orionu (režie V. Levin, 1982) atd. 
Kromě obrazů vytvářel i objekty převážně s leteckými náměty. Konstruoval i mobilní objekty – artefakty létacích strojů s figurami Ikara,  konstruktéra Zeppelina, Otto Lillienthala nebo inženýra Jana Kašpara. 
Do roku 1970 přispíval do řady novin a periodik, především do časopisu Dikobraz nebo Literárních novin. Publikoval stovky humoristických kreseb, vtipů a glos.

### Recesista
Patřil k častým organizátorům akcí na hraně happeningu typu soukromého plesového večera nebo tematických srazů přátel ve Lhotě u Staré Boleslavi. S přáteli Skálou, Mlčochem a Kovaříkem založili houslové kvarteto. Podle pamětníků se sice nebyli schopni sladit, ale při vystoupení, oblečeni v humorných kostýmech, v televizním Studiu A, se stali významnými propagátory probíhající výstavy skupiny Radar v Mánesu (1964).

### Zákaz činnosti
Dobroslav Foll nesouhlasil s invazí vojsk Varšavské smlouvy do Československa v srpnu 1968 a vystoupil z KSČ. V roce 1970 jej postihl zákaz publikační činnosti. Začal spolupracovat s Vojenským projektovým ústavem a společně s Františkem Skálou vytvořili několik realizací, například interiéry Mototechny v Praze. Přestěhoval se natrvalo do Lhoty u Staré Boleslavi, kde vlastnil ateliér. Věnoval se výhradně malování obrazů svých blízkých. Vycházel z renesanční portrétní malby a díla Pierra della Francesca. V této době již veřejně nevystavoval. 

## Výstavy
Dobroslav Foll samostatně nevystavoval, prezentoval své práce v rámci skupinových výstav sdružení Radar.  
Jeho díla byla prezentována až na posmrtné výstavě v roce 1985. V roce 2008 se ve spolupráci s rodinou uskutečnila retrospektivní výstava v pražské Galerii Vltavín.  
V roce 2010 uspořádalo Centrum současného umění DOX výstavu Planeta Eden: Svět zítřka v socialistickém Československu v letech 1948–1978. Výstava se snažila ukázat na příkladech estetiku knižních a časopiseckých ilustrací, ve filmu a designu. Byla  rozdělena do několika okruhů (například film, svět zítřka, technika vítězí atd.) Okruh „mezi Radarem a Labyrintem“ patřil českým výtvarným umělcům té doby, tedy i Dobroslavu Follovi.
V roce 2012 prezentovala Východočeská galerie v Pardubicích kolekci Follových maleb a grafik ze svých sbírek.

## Závěr
Tvorba Dobroslava Folla patří mezi méně známé v historii českého poválečného umění, přestože umělec patřil mezi české osobité výtvarníky šedesátých let. Východočeská galerie v Pardubicích vlastní jedenáct Follových prací (pět maleb a šest litografií). Jeho tisky jsou sběratelsky nedostupné.